# Vánoce (Glee)
Vánoce(v anglickém originále A Very Glee Christmas) je desátá epizoda druhé řady amerického hudebního televizního seriálu Glee a v celkovém pořadí třicátá druhá epizoda. Napsal ji jeden z autorů seriálu, Ian Brennan, režíroval ji Alfonso Gomez-Rejon a poprvé se vysílala ve Spojených státech na televizním kanálu Fox dne 7. prosince 2010. Slouží jako zimní finále druhé série, protože další epizoda se vysílala až po dvou měsících. V této epizodě se Artie (Kevin McHale) snaží, aby jeho přítelkyně Brittany (Heather Morris) stále věřila v Santa Klause a Sue (Jane Lynch) zmanipuluje hru na tajného Santu, aby všechny dárky mohla dostat ona, ačkoliv se po převzetí dárků stává Grinchem.
Epizoda obsahuje coververze sedmi písní a dvě z toho pochází z televizního filmu How the Grinch Stole Christmas!. Tvůrci seriálu získali povolení z pozůstalosti Dr. Seusse k použití postav z How the Grinch Stole Christmas!, ale nebylo jim dovoleno použít je v propagačních fotografiích. Většina písní, které zazněly v epizodě, vyšla na albu Glee: The Music, The Christmas Album čtyři týdny před vysíláním, včetně písně "Baby, It's Cold Outside", která se po odvysílání epizody umístila na padesátém sedmém místě v hitparádě Billboard Hot 100, i když nebyla vydána samostatně jako singl. Skladba "Welcome Christmas", další píseň, která se umístila v hitparádách po odvysílání epizody, byla jedinou písní z epizody, která nebyla na albu, ale byla vydána jako singl a umístila se na třicátém sedmém místě v žebříčku Canadian Hot 100.
Epizoda získala smíšené až pozitivní ohlasy od kritiků. Většina z nich ji posuzovala z jiných kritérií od normálních, protože to byla sváteční epizoda, zatímco hudbě se dařilo lépe, zejména ztvárnění "Baby, It's Cold Outside" jako duet mezi Kurtem (Chris Colfer) a Blainem (Darren Criss), který byl značně chválen. V původním vysílání epizodu sledovalo téměř 11,07 milionů amerických diváků a získala 4,4/13 Nielsenova ratingu /podílu na trhu v okruhu diváků od 18 do 49 let. Celková sledovanost a rating klesly oproti předchozí epizodě Kurtova válka, kterou sledovalo 11,68 milionů amerických diváků a získala rating a podíl 4,6/13.

## Děj epizody

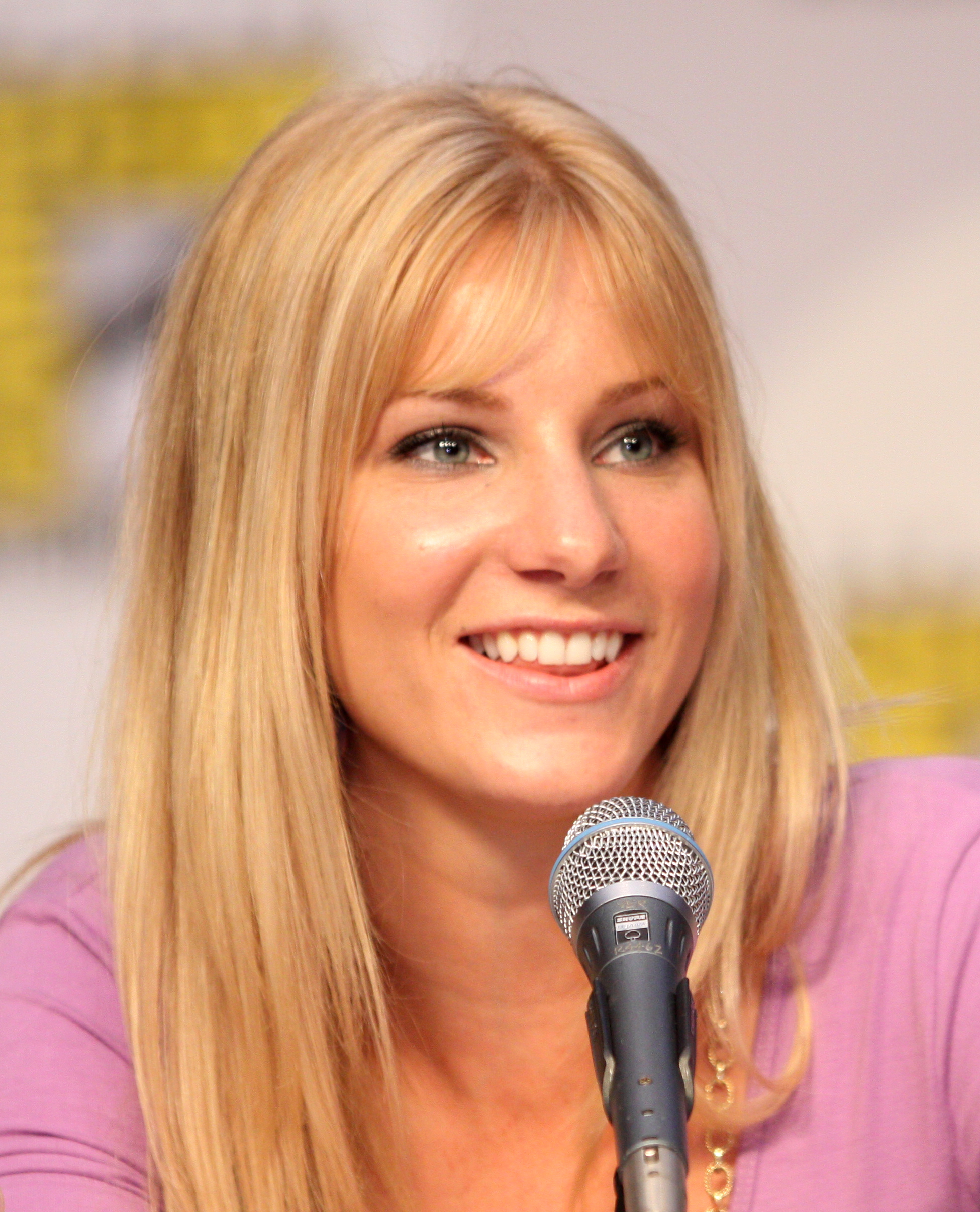
Brittany (Heather Morris, na obrázku) stále věří v Santa Klause, což bylo chváleno americkými kritiky

Učitelský sbor střední školy Williama McKinleyho dodržuje každoroční výměnu dárků hrou na tajného Santu, ale trenérka roztleskávaček Sue Sylvester (Jane Lynch) proces zmanipuluje, aby všechny dárky dostala jen ona. Vedoucí sboru Will Schuester (Matthew Morrison) posílá školní sbor New Directions po celé sbore zpívat koledy, aby vybrali peníze pro místní charitativní organizaci pro bezdomovce, ale sbor se setká s výsměchem i zaměstnanců studentů a vrací se s prázdnou. Na Daltonově akademii ve zpívá bývalý člen New Directions, Kurt Hummel (Chris Colfer) duet "Baby, It's Cold Outside" se svým kamarádem Blainem Andersonem (Darren Criss), aby mu pomohl při zkoušení na Kings Island Christmas Spectacular. Will navštěvuje Kurta, pro radu, jaký dárek má Will dát Sue a Kurt mu odhalí, že je zamilovaný do Blaina.
Hlavní zpěvačka sboru, Rachel Berry (Lea Michele) se dvakrát pokouší usmířit se se svým odcizeným přítelem Finnem Hudsonem (Cory Monteith), který je stále rozzlobený, protože ho podvedla z jeho nejlepším kamarádem Puckem (Mark Salling) a oficiálně končí jejich vztah. Člen sboru Artie Abrams (Kevin McHale) se dozví, že jeho přítelkyně Brittany Pierce (Heather Morris) stále věří v Santa Klause a povzbudí další členy sboru, aby s nimi navštívili vánoční jeskyni, aby pomohli posílit její víru. K Artieho zděšení v jeskyni Brittany požádá Santu, aby vozíčkář Artie mohl znovu chodit a Santa souhlasí, že to udělá. Aby udržel její víru, Artie přesvědčí trenérku fotbalu Shannon Beiste (Dot-Marie Jones), aby přišla k Brittany domů převlečená jako Santa a vysvětlila jí, že toto konkrétní přání nemůže být splněno. Návštěva Santy nekončí spěšně a Brittany ztrácí svou vánoční atmosféru, ale později najde pod svým vánočním stromečkem dárek pro Artieho - ReWalk pohybové zařízení, které u umožňuje postavit se a chodit s pomocí předloketních berlí  - což předvede před sborem. Když Brittany před sborem řekne, že tento dárek musí být od Santy, trenérka Beiste ji tajně sleduje a usmívá se.
Will a další členové učitelského sboru objeví Suin podvod s dárky a své dárky si berou zpět, aby je věnovali pro charitativní organizaci pomáhající bezdomovcům. Rozzlobená Sue se obleče jako Grinch se svou oblíbenou roztleskávačkou Becky Jackson (Lauren Potter) jako Maxem a krade si zpět své dárky, zatímco zničí místnost sboru, která je vánočně vyzdobená. Členové sboru jsou šokování krádeží a zničením místnosti, ale Will je povzbudí, aby předvedli soukromé vystoupení pro učitelský sbor, které se vyvede spěšně a získá mnoho charitativních darů. Sue zaslechne jejich vystoupení "Welcome Christmas" a začne litovat svých činů. Vrátí dárky Willovi k němu domů a přizve členy New Directions, aby mu ozdobili nový vánoční stromek a šířili vánoční náladu.

## Seznam písní
- "The Most Wonderful Day of the Year"
- "We Need a Little Christmas"
- "Merry Christmas Darling"
- "Baby, It's Cold Outside"
- "You're a Mean One, Mr. Grinch"
- "Last Christmas"
- "Welcome Christmas"

## Hrají
| Dianna Agron     | Quinn Fabray          |
| Chris Colfer     | Kurt Hummel           |
| Jane Lynch       | Sue Sylvester         |
| Jayma Mays       | Emma Pillsburry       |
| Kevin McHale     | Artie Abrams          |
| Lea Michele      | Rachel Berry          |
| Cory Monteith    | Finn Hudson           |
| Heather Morris   | Brittany Pierce       |
| Matthew Morrison | William Schuester     |
| Mike O'Malley    | Burt Hummel           |
| Amber Riley      | Mercedes Jones        |
| Naya Rivera      | Santana Lopez         |
| Mark Salling     | Noah „Puck“ Puckerman |
| Jenna Ushkowitz  | Tina Cohen-Chang      |

## Natáčení

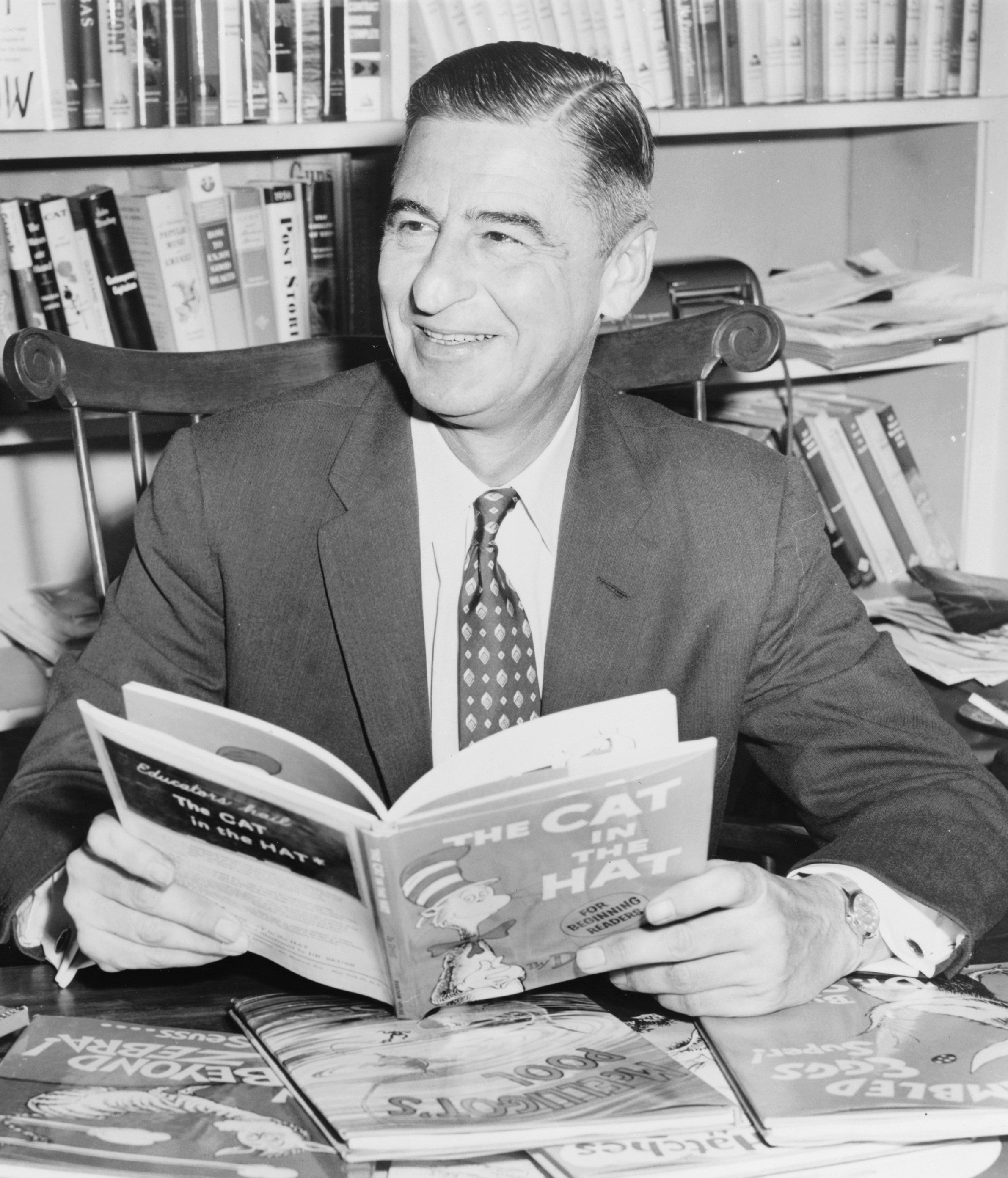
V epizodě se objeví několik postav z How the Grinch Stole Christmas! od Dr. Seusse (na obrázku).

Epizodu napsal jeden z tvůrců seriálu, Ian Brennan a režíroval ji Alfonso Gomez-Rejon. Tvůrci Glee získali povolení z pozůstalosti Dr. Seusse, tvůrce filmu How the Grinch Stole Christmas!, aby mohli použít postavy z filmu, ale postavy se nesměly objevit na propagačních fotografiích k seriálu.
Mezi vedlejší postavy, které tato epizoda obsahuje, patří členové sboru Mike Chang (Harry Shum mladší), Sam Evans (Chord Overstreet) a Lauren Zizes (Ashley Fink), školní tyrani Dave Karofsky (Max Adler) a Azimio (James Earl), fotbalová trenérka Shannon Beiste (Dot Jones), roztleskávačka Becky Jackson (Lauren Potter) a hlavní zpěvák sboru Slavíci, Blaine (Darren Criss).
Epizoda obsahuje coververze sedmi vánočních písní: "The Most Wonderful Day of the Year" z televizního vánočního filmu Rudolph the Red-Nosed Reindeer, ve vystoupení New Directions; "We Need a Little Christmas" z muzikálu Mame, kde zpívala sólové části Amber Riley; "Baby, It's Cold Outside" od Frank Loessera, což zpívali Criss a Colfer; "Merry Christmas Darling" od The Carpenters, kterou v seriálu zpívala Michele, "Last Christmas" od skupiny Wham!, přezpíváno od Michele a Monteitha a "Welcome Christmas" z How the Grinch Stole Christmas!, opět od New Directions. Další píseň z How the Grinch Stole Christmas! je v této epizodě slyšet, a to "You're a Mean One, Mr. Grinch", kterou zpívá k.d. lang a kde proběhla změna textu - místo "Mister Grinch" je text změněn na "Sue the Grinch". Singl "Last Christmas" byl vydán předčasně jako charitativní skladba na konci roku 2009 a objevil se na albu Glee: The Music, The Christmas Album. Skladba "Welcome Christmas" byla vydána jako singl, je dostupná ke stažení, ale není na albu, které jinak obsahuje ostatní písně z epizody. Pro album byla nahrána jiná verze "You're a Mean One, Mr. Grinch", kde společně s lang zpíval i Morrison a používá původní text s "Mister Grinch".